# 自由價格機制
自由價格機制（英語：free price system，非正式稱為價格機制）是一種經濟機制，在這種機制下價格是單純由貿易的供给和需求所決定、而非由政府所指定的，這使得價格能夠成為市場上的信號，協調生產者和消費者之間的互動，並指引資源的生產和分配。經由自由價格機制，供給是合理而有效的，利潤的分配也是合理的，而資源也能夠被正確的分配。自由價格機制是自由放任的資本主義體制所不可或缺的。而與自由價格機制相反的是固定價格機制—亦即價格是由政府所指定，這種情況則會出現在社會主義的计划经济裡。

## 自由價格機制的運作

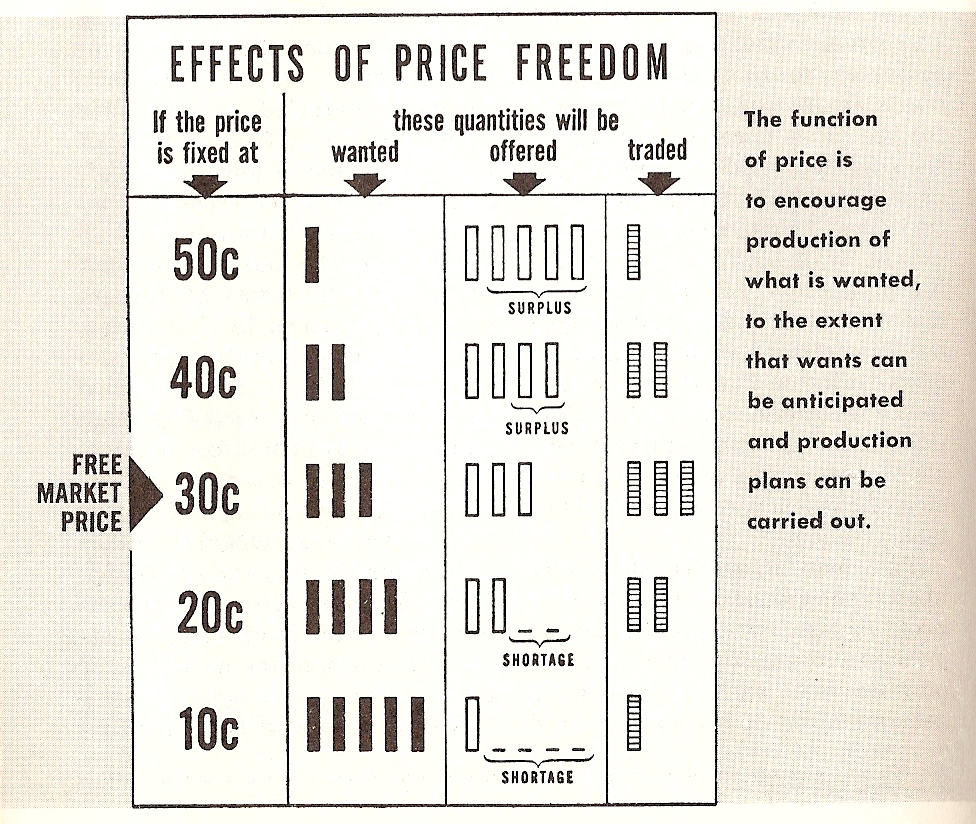
解釋自由價格機制運作的圖表

與價格由政府所決定的计划经济—亦即固定價格機制不同的是，自由價格機制將價格的決策分散到貿易中，在這樣的市場經濟中，價格是由買賣的雙方所決定的，在賣方出價、買方討價的過程中，雙方透過對於價值的主觀判斷決定最後貿易的價格。由於消費者所擁有的資源都是有限的，因此他們會依照自己對於不同產品（和服務）的需求做出先後衡量，並以這種衡量來決定產品和服務的價值。而透過市場上的價格信號，資源同樣有限的生產者便能得知消費者的需求為何。緊接著生產和服務的適當價格也就此產生。這樣一來一往的過程便設立了市場的價值，並能正確的引導資源、財富的分配和發放。
透過自由價格機制，產品的價格會隨著其需求而漲跌，產品價格的高漲會產生利潤刺激，促使商人提供這些產品，而商人提供產品的多寡也會隨著價格的漲跌而起伏。這種需求和價格的排序並非一成不變的。當消費者的需求改變時，買方討價的壓力便會使得產品的排序提升，由於產品的價格提升了，更多的生產者便會願意投入新產品需求的生產以追求利潤，如此一來便滿足了消費者的需求變化。換句話說，價格的提升成為了生產者的信號。而生產者為了滿足新的供給，要不是由原本的生產者增加生產量、便是由新的生產者加入生產，最後新的需求會被滿足，價格也會開始降低、同時利潤刺激也會隨之減緩。也因此，產品價格的低迷也會提供生產者減少生產的信號，如此一來便避免了生產的過剩。由於資源是寶貴的（無論勞動力量還是資本），當消費者需求改變時，需求減低的產品的生產者便會減少生產，改將資源投入於價格更高的產品生產中。
除此之外，由於價格提升後產品也隨之減少，消費者也會減少消費這些產品，如此便能確保數量的需求不會超過供給的質量。透過這樣的循環，自由價格機制促使消費者理性的安排資源。也因此，在供給和需求影響價格的同時，價格也影響了供給和需求兩者。如果某樣產品的價格在更多生產者投入後仍然沒有降低，這也會釋放信號促使其他商人提供（或發明）替代的商品，在追求利潤的同時也滿足了消費者的需求。
除了產品和服務之外，雇傭和收入也能由價格機制所引導。隨著產品和服務的價格起伏，人力資源也會分配至需求較大、消費者認為較為重要的領域上，而需求較低的生產和服務行業的人類資源則會減少。